# بارتوش كوريك

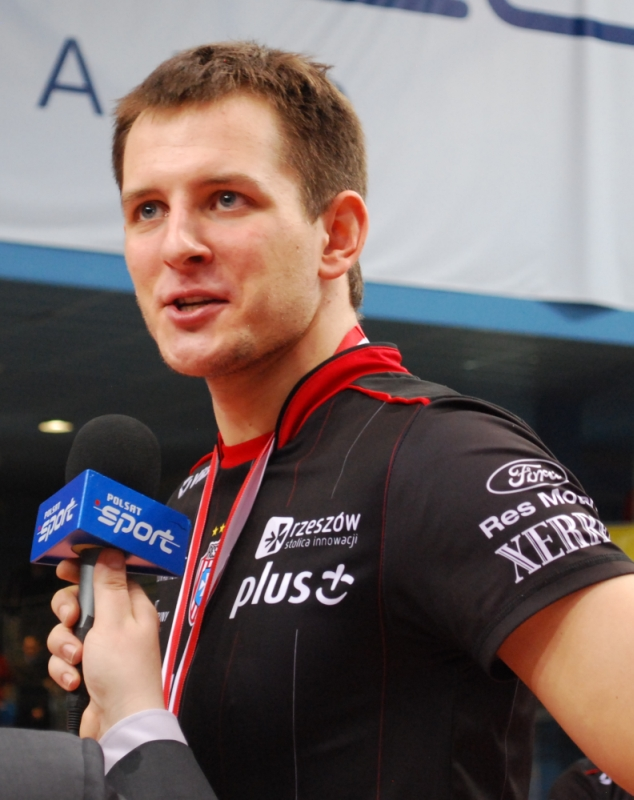
كوريك

بارتوش كامل كوريك (بالبولندية: Bartosz Kurek) (ولدت 29 أغسطس 1988)، هو لاعب البولندي الكرة الطائرة. بارتوش أحد المشاركين في دورة الألعاب الاولمبية في لندن عام 2012، بطل أوروبا 2009، الميدالية الذهبية لرابطة العالم 2012، الحاصل على الميدالية الفضية في كأس العالم 2011، الميدالية البرونزية لرابطة العالم 2011 كأس الأمم الأوروبية عام 2011، ثلاث مرات البولندية بطل (2009، 2010، 2011) و بطل الإيطالي (2014).

## معلومات الاندية
- النادي الحالي : جيشوف
- النادي الأول  : نيسا

## الجوائز والالقاب

### الفردية
- أفضل لاعب - الدوري العالمي للكرة الطائرة 2012

## روابط خارجية
- بارتوش كوريك على موقع الاتحاد الأوروبي (الإنجليزية)
- بارتوش كوريك على موقع عالم الكرة الطائرة (الإنجليزية)
- بارتوش كوريك على موقع دوري الدرجة الأولى الإيطالي للكرة الطائرة - رجال (الإيطالية)
- بارتوش كوريك على موقع الدوري الياباني (رجال) (اليابانية)
- بارتوش كوريك على موقع اللجنة الأولمبية الدولية (الإنجليزية)
- بارتوش كوريك على موقع أوليمبيديا (الإنجليزية)
- بارتوش كوريك على موقع اللجنة الأولمبية البولندية (مؤرشف) (البولندية)